# Megalomus nigratus
Megalomus nigratus är en insektsart som först beskrevs av Navás 1929.  Megalomus nigratus ingår i släktet Megalomus och familjen florsländor. Inga underarter finns listade i Catalogue of Life.